# باغجر

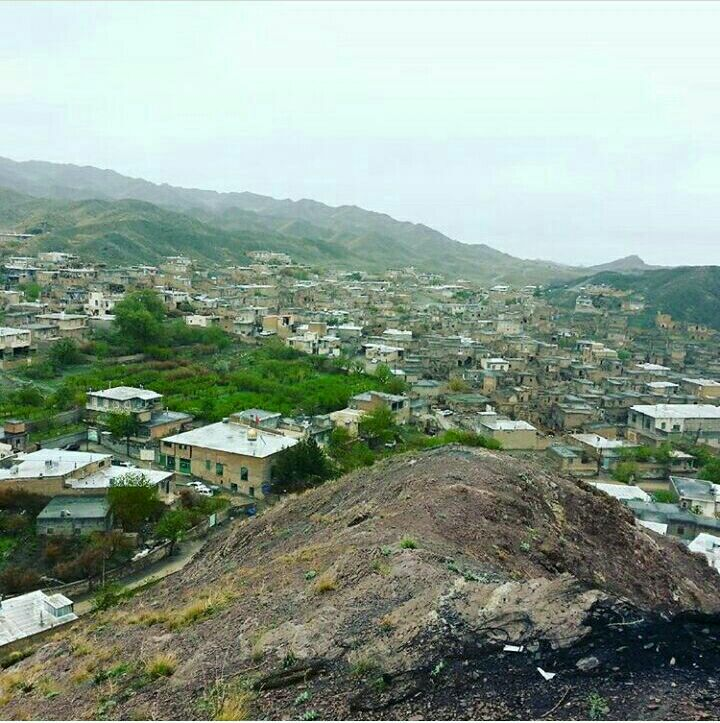
روستای زیبای باغجر

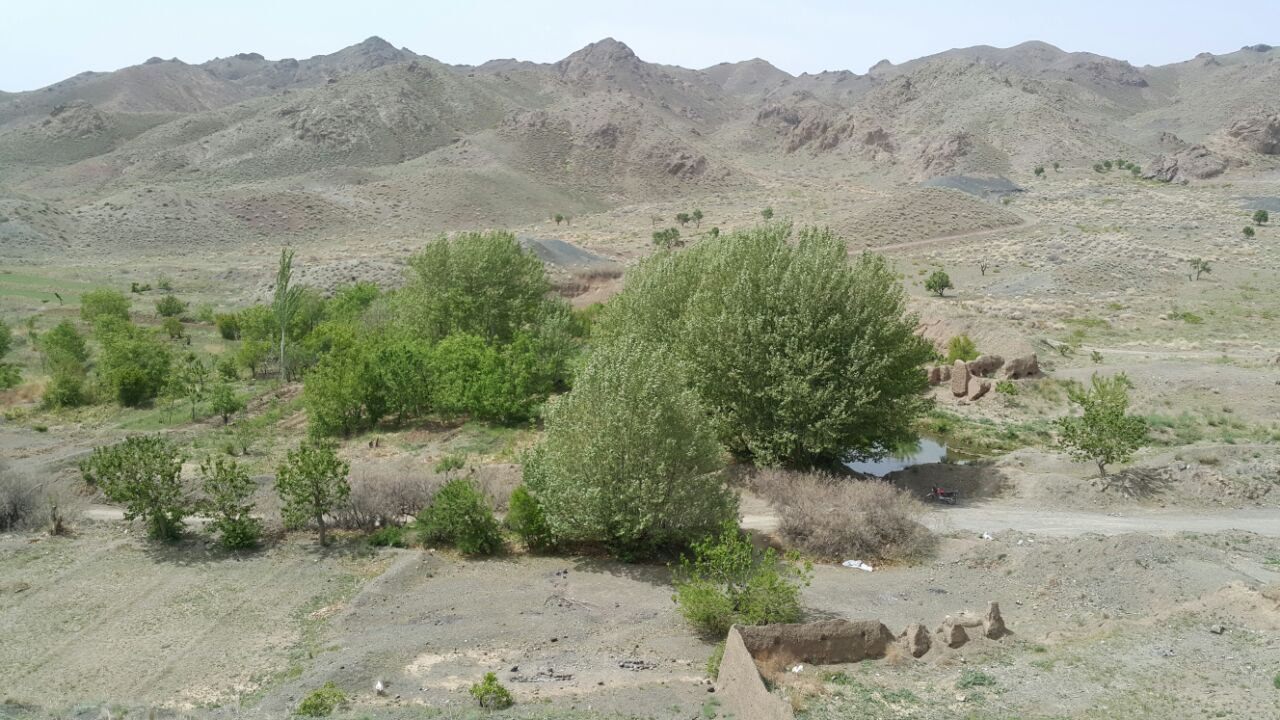
کلاته دهنو باغجر

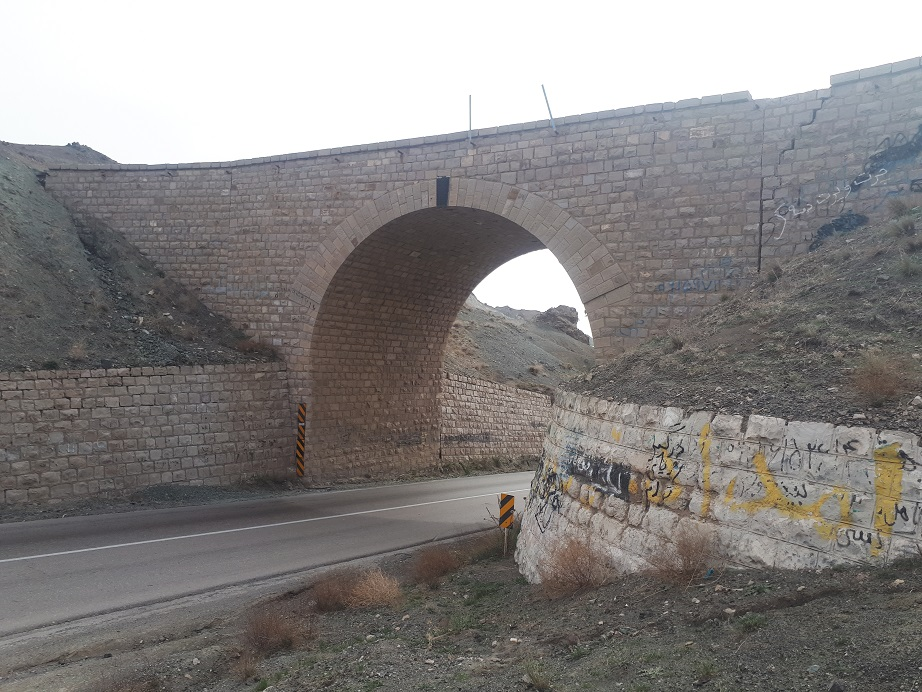
پل تاریخی باغجر- دوره پهلوی

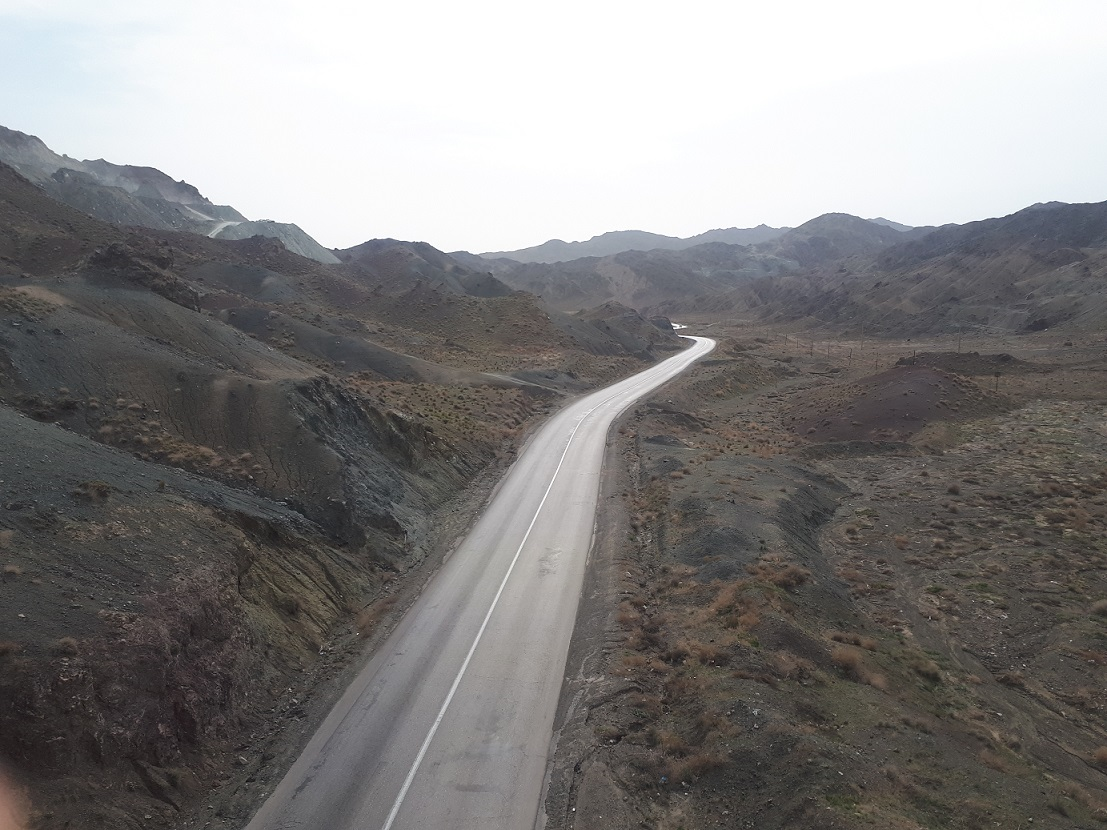
نمایی از جاده ترانزیتی سبزوار- ترکمنستان از فراز پل تاریخی باغجر

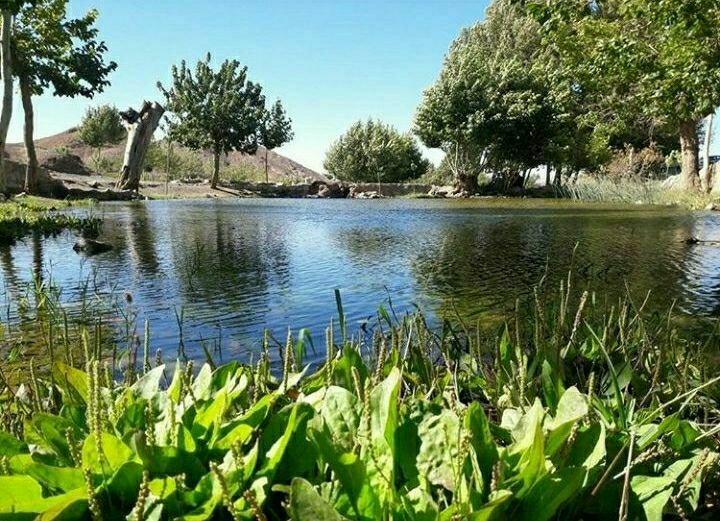
کلاته دارینگ باغجر

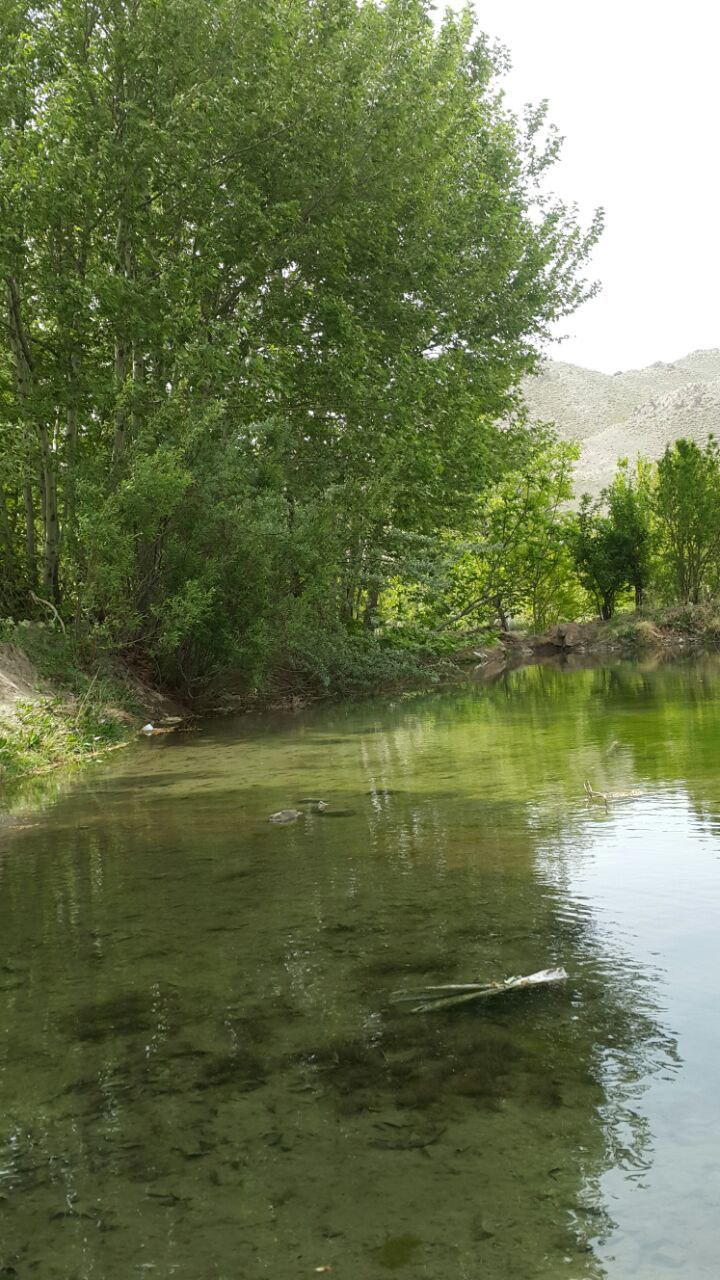
کلاته دهنو باغجر

باغِجَر روستایی است از توابع بخش مرکزی شهرستان سبزوار استان خراسان رضوی ایران.

## موقعیت ارتباطی
روستای باغجر در حاشیه جاده ترانزیتی سبزوار- خوشاب- قوچان واقع شده و در فاصله ۱۸ کیلومتری از شهر سبزوار قرار دارد.

## وجه تسمیه باغجر
در فرهنگ نامه لغت دهخدا و معین تعریف دقیقی از کلمه باغجر ارائه نشده‌است. در فرهنگ لغت دهخدا، در مقابل کلمه باغجر توضیحاتی در خصوص وضعیت جغرافیایی باغجر، آب و هوای آن و شغل مردمان آن نوشته شده‌است و تعریف دقیق و مشخص از خود کلمه باغجر ارائه نداده‌است.
با توجه به اینکه کلمه باغجر از ترکیب دو کلمه باغ + جر می‌باشد و از آنجائیکه معنی باغ مشخص می‌باشد، به قسمت دوم کلمه باغجر یعنی جر می‌پردازیم.
در فرهنگ لغت دهخدا برای کلمه جر چند معنی بیان شده‌است:
1. شکاف، رخنه، چاک
2. پاره، دریدگی،
3. بهانه، دبه
4. و چند تعریف دیگر بیان شده ([۳])

به نظر می‌رسد با توجه به تعریف بیان شده، اولین معنی با کلمه باغ همخوانی زیادی دارد؛ لذا معنی باغجر را می‌توان این‌طور تفسیر نمود. منطقه‌ای که باغ‌های زیادی داشته و با توجه به آنکه کوه‌های زیادی اطراف باغجر را دربرگرفته‌است، و این کوه‌ها شیارهای زیادی دارد؛ باغجر بر این منطقه نام‌گذاری شده‌است.

## جمعیت
این روستا در دهستان قصبهٔ شرقی قرار دارد و براساس سرشماری سال ۱۳۸۵ جمعیت آن ۱٬۵۱۱ نفر (۱۳۶۵ خانوار) بوده‌است.

## آب و هوا
آب و هوای باغجر سرد کوهستانی است. این وضعیت آب و هوایی موجب شده‌است که در روزهای تعطیل تعداد زیادی از اهالی سبزوار برای گذراندن اوقات فراغت خود به باغجر سفر کنند.

## امکانات
آب آشامیدنی مردمان روستای باغجر از طریق لوله‌کشی تأمین شده‌است. همچنین این روستا از گاز، تلفن و برق برخوردار می‌باشد.

## اشتغال
اهالی روستای به شغل‌های مختلفی اشتغال دارند. اما در مجموع می‌توان این شغل‌ها را در چند گروه ذیل خلاصه نمود.
1. کشاورزی و دامپروری: تعداد کمی از اهالی باغجر شغل آن‌ها کشاورز یا دامپرور می‌باشند. این تعداد کمتر از ۱۰٪ جمعیت باغجر می‌باشد. محصولات کشاورزی روستای باغجر، گندم، جو، پنبه و … و همچنین انواع میوه از قبیل انگور، انجیر، بادام، توت، زردآلو، گیلاس، آلبالو، گردو، شاتوت و … در باغجر به عمل می‌آید. لازم به توضیح است جدیداً بعضی از کشاورزان در باغجر اقدام به کاشت پسته نموده‌اند که هنوز به مرحله بهره‌برداری نسیده است. در خصوص دامپروری نیز باید اشاره شود که تعداد اندکی از اهالی باغجر به دامپروری مشغول می‌باشند.
2. دستگاه‌های راهداری و عمرانی: عمده اهالی باغجر مالک دستگاه‌های راهداری و عمرانی از قبیل لودر، گرئدر، غلتک، بولدوزر، بیل مکانیکی، و همچنین انوان کامیون‌ها از قبیل تریلی، ده چرخ و … می‌باشند. به جرات می‌توان گفت اهالی باغجر از متخصص‌ترین رانندگان این نوع دستگاه‌ها می‌باشند. فرهنگ داشتن این وسایل در باغجر بسیار مرسوم می‌باشد. به همین دلیل عمده جوانان باغجر از اوایل جوانی مبادرت به یادگیری رانندگی این نوع دستگاه‌ها نموده و در ادامه صاحب و مالک این نوع دستگاه‌ها می‌باشند. طبق آخرین اطلاعات جمع‌آوری شده بالغ بر ۶۰۰ دستگاه لودر، گرئدر، بولدوزر، بیل، انواع کامیون و … در باغجر وجود دارد که در نوع خود عدد بسیار قابل ملاحظه‌ای می‌باشد.
3. مشاغل فنی: به واسطه اینکه تعداد زیادی از اهالی باغجر مالک دستگاه‌ها و وسایل عمرانی می‌باشند، تعدادی از این اهالی متخصصین فنی قابل می‌باشند. عمده این گروه به شغل‌های مکانیکی، صافکاری، باتری سازی، نقاشی، جلوبندی‌سازی و … مشغول می‌باشند.
4. معامله گر: تعداد اندکی از اهالی باغجر به شغل خرید و فروش محصولاتی از قبیل تخم ژاپنی، زیره، مویز، کشمش و سایر محصولات کشاورزی می‌باشند. این گروه متناسب با فرصت‌های به وجود آمده، اقدام به معامله می‌نمایند.
5. کارمندان: تعداد بسیار اندکی از اهالی باغجر در سازمان‌ها و نهادهای شهری از قبیل شهرداری، بانک‌ها، مراکز بهداشتی و … مشغول می‌باشند.
6. محصولات IT: از نادرترین اینگونه باغجرات می‌باشند که در شهر تهران مهاجرت و فعالیت می‌کنند.

## آداب و رسوم
باغجر به مانند هر روستای دیگر مخزنی از رسم و رسوم باقی‌مانده در فرهنگ ایران زمین است. از جمله مراسمی که می‌توان از آن‌ها نام برد می‌توان به مراسم عید نوروز، مراسم عروسی، مراسم خواستگاری، مراسم خاکسپاری، مراسم جهیزه و … و همچنین مراسم عاشورا نام برد.
شاید یکی از جذابترین مراسم باغجر، مراسم روز عاشورا باشد.
به دلیل اینکه تمامی اهالی باغجر شیعه می‌باشند، مراسم روز عاشور با شور و اشتیاق خاصی در این روستا برگزار می‌شود. در روز عاشور باغجر یکپارچه سیاه پوش می‌باشد. در بدو ورود به باغجر، پرچم‌های متعددی برافراشته بر خانه‌ها و همچنین کوه‌های باغجر گویای این موضوع می‌باشد.
اصل مراسم پس از اینکه هیئت‌های زنجیرزنی ساعاتی در محل‌های مشخص شده به زنجیرزنی پرداختند، آغاز گردیده و نقطه اوج آن در قبرستان باغجر انجام می‌گردد. حول و حوش حوالی ظهر مراسم روز عاشورا و نبرد یاران حسین با گروه یزید و یاران آن به صورت نمایشی زنده نشان داده می‌شود. در این نمایش که آن را می‌توان تاتری هنرمندانه نام نهاد، یاران حسین با لباس‌های سبزرنگ و یاران یزید با لباس‌های قرمز رنگ نشان داده می‌شوند. در قسمت‌های از این نمایش، دو گروه با همدیگر نبردی صوری انجام می‌دهند. در انتهای این نمایش، خیمه‌های ساخته شده، به آتش کشیده می‌شوند.